# Eupteleaceae
Eupteleaceae је фамилија из реда Ranunculales, која постоји у већини класификационих схема скривеносеменица. Обухвата један род (Euptelea), са две врсте. Биљке ове фамилије насељавају источне делове Азије.